# Pseudocriopsis
Pseudocriopsis es un género de escarabajos longicornios de la tribu Acanthocinini.

## Especies
- Pseudocriopsis abare Monné M. L. & al., 2020
- Pseudocriopsis modesta Melzer, 1931